# Port lotniczy San Francisco

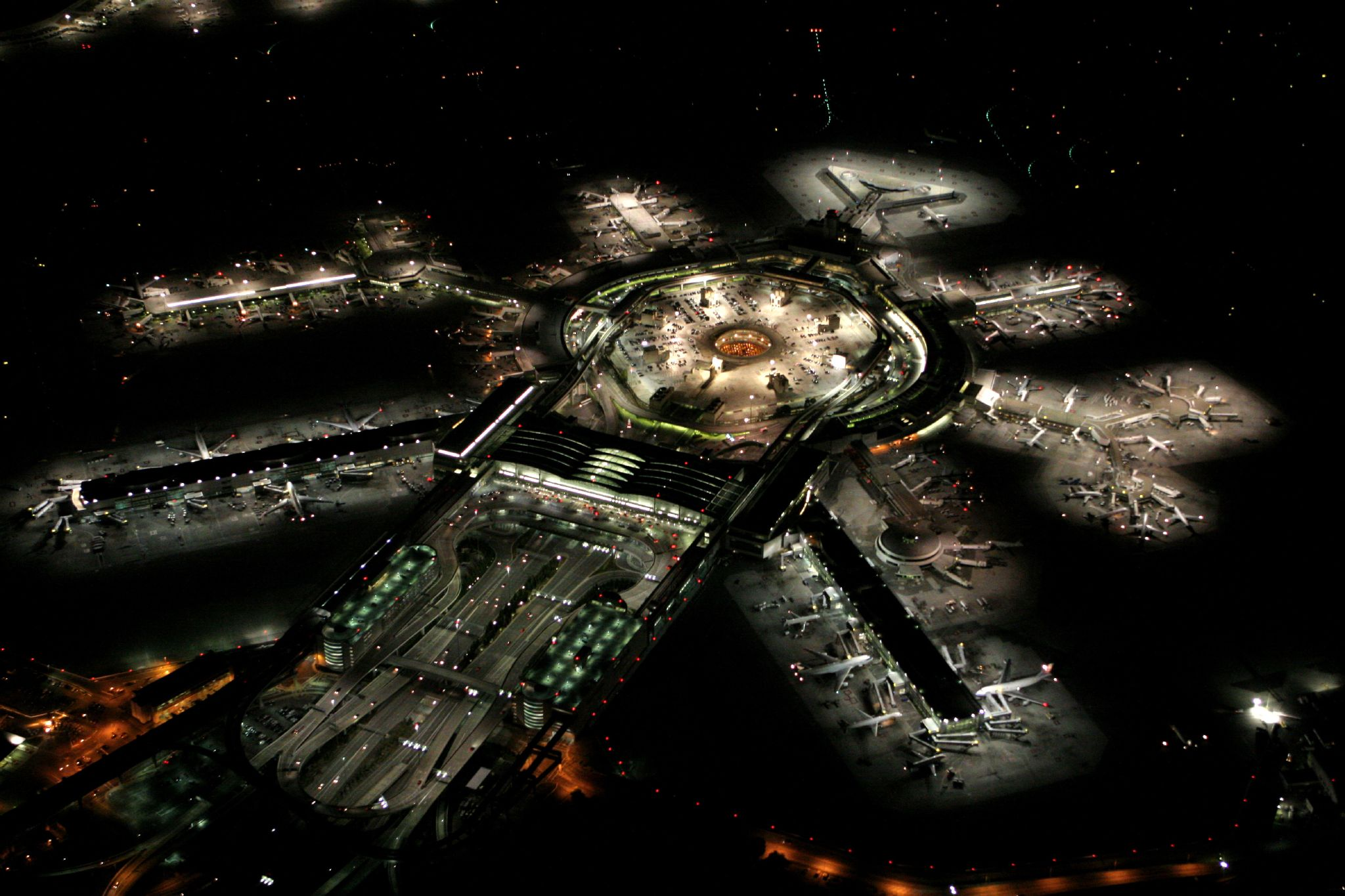
Lotnisko San Francisco w nocy (2005)

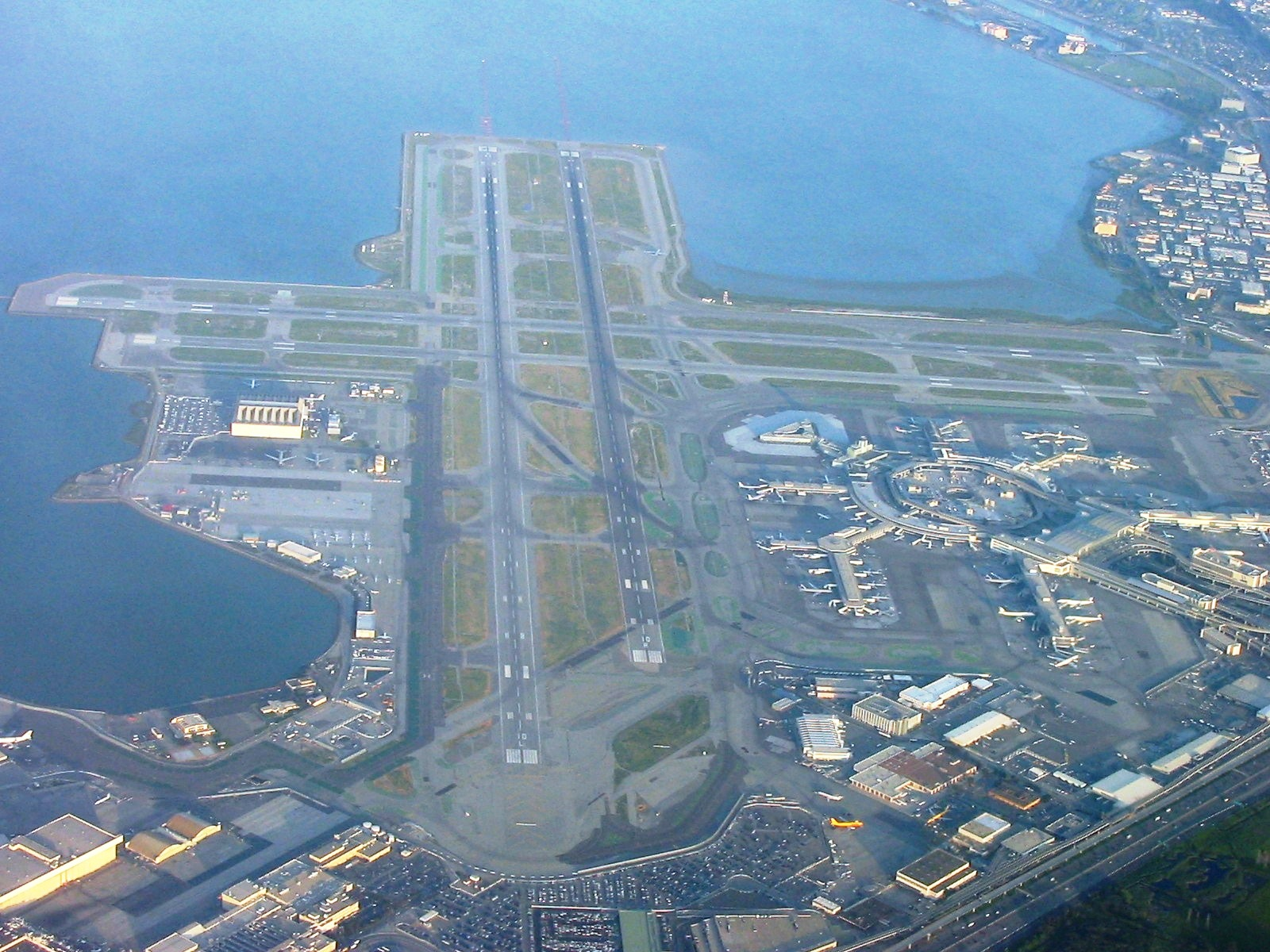
Zdjęcie lotnicze portu

Port lotniczy San Francisco (San Francisco International Airport) – międzynarodowy port lotniczy położony 21 km na południe od centrum San Francisco, w Kalifornii. Jest największym portem lotniczym w San Francisco Bay Area i 21 pod względem przepustowości na świecie. W 2018 obsłużył prawie 58 mln pasażerów.
W 2023 lotnisko obsłużyło 50,2 mln pasażerów - był to wzrost o 18,7% w porównaniu z poprzednim rokiem.

## Linie lotnicze i połączenia
Lotnisko obsługiwane jest przez 53 linie lotnicze, które oferują bezpośrednie połączenia do 141 portów lotniczych w 32 krajach:
| Linia lotnicza                | Kierunek |
| ----------------------------- | --- |
| Aer Lingus                    | 1. Dublin |
| Aeroméxico                    | 1. Guadalajara 2. Meksyk |
| Air Canada                    | 1. Montréal-Trudeau 2. Toronto-Pearson 3. Vancouver |
| Air Canada Express            | 1. Vancouver Sezonowo: 1. Edmonton |
| Air China                     | 1. Pekin |
| Air France                    | 1. Paryż-Charles de Gaulle |
| Air India                     | 1. Bengaluru 2. Delhi 3. Mumbaj |
| Air New Zealand               | 1. Auckland |
| Air Premia                    | 1. Seul-Inczon |
| Alaska Airlines               | 1. Austin 2. Boise 3. Boston 4. Burbank 5. Cancún 6. Chicago-O’Hare 7. Everett 8. Honolulu 9. Kahului 10. Las Vegas 11. Los Angeles 12. Newark 13. Nowy Jork-JFK 14. Orange County 15. Orlando 16. Palm Springs 17. Phoenix 18. Portland (OR) 19. Puerto Vallarta 20. Redmond 21. Salt Lake City 22. San Diego 23. San José del Cabo 24. Seattle-Tacoma 25. Spokane 26. Waszyngton-Dulles 27. Waszyngton-Ronald Reagan Sezonowo: 1. Anchorage 2. Bozeman 3. Fort Lauderdale 4. Ixtapa-Zihuatanejo 5. Liberia (od 21 grudnia 2024) 6. Loreto 7. Mazatlán 8. Tampa |
| All Nippon Airways            | 1. Tokio-Haneda 2. Tokio-Narita |
| American Airlines             | 1. Charlotte 2. Chicago-O’Hare 3. Dallas-Fort Worth 4. Los Angeles 5. Miami 6. Nowy Jork-JFK 7. Filadelfia 8. Phoenix |
| American Eagle                | 1. Los Angeles 2. Phoenix |
| Asiana Airlines               | 1. Seul-Inczon |
| Avianca El Salvador           | 1. San Salvador |
| Breeze Airways                | 1. Cincinnati 2. Louisville 3. Provo 4. Richmond 5. San Bernardino Sezonowo: 1. Grand Junction |
| British Airways               | 1. Londyn-Heathrow |
| Cathay Pacific                | 1. Hongkong |
| China Airlines                | 1. Tajpej-Taiwan Taoyuan |
| China Eastern Airlines        | 1. Szanghaj-Pudong |
| China Southern Airlines       | 1. Guangzhou 2. Wuhan |
| Condor                        | Sezonowo: 1. Frankfurt |
| Copa Airlines                 | 1. Panama |
| Delta Air Lines               | 1. Atlanta 2. Boston 3. Detroit 4. Los Angeles 5. Minneapolis 6. Nowy Jork-JFK 7. Salt Lake City 8. Seattle-Tacoma |
| Delta Connection              | 1. Seattle-Tacoma |
| Emirates                      | 1. Dubaj |
| EVA Air                       | 1. Tajpej-Taiwan Taoyuan |
| Fiji Airways                  | 1. Nadi |
| Flair Airlines                | 1. Vancouver |
| French Bee                    | 1. / Papeete-Faaa 2. Paryż-Orly |
| Frontier Airlines             | 1. Atlanta 2. Burbank (od 21 listopada 2024) 3. Dallas-Fort Worth 4. Denver 5. Los Angeles 6. Las Vegas 7. Ontario 8. Orange County 9. Phoenix 10. Portland (OR) 11. Salt Lake City 12. San Diego Sezonowo: 1. Detroit 2. Orlando |
| Hawaiian Airlines             | 1. Honolulu 2. Kahului |
| Iberia                        | Sezonowo: 1. Madryt |
| ITA Airways                   | Sezonowo: 1. Rzym-Fiumicino |
| Japan Airlines                | 1. Tokio-Haneda 2. Tokio-Narita |
| JetBlue                       | 1. Boston 2. Fort Lauderdale 3. Nowy Jork-JFK |
| KLM                           | 1. Amsterdam |
| Korean Air                    | 1. Seul-Inczon |
| Level                         | Sezonowo: 1. Barcelona |
| Lufthansa                     | 1. Frankfurt 2. Monachium |
| Philippine Airlines           | 1. Manila |
| Porter Airlines               | 1. Toronto-Pearson Sezonowo: 1. Montreal-Trudeau |
| Qantas                        | 1. Sydney |
| Qatar Airways                 | 1. Doha |
| Scandinavian Airlines         | 1. Kopenhaga |
| Singapore Airlines            | 1. Singapur |
| Southwest Airlines            | 1. Chicago-Midway 2. Denver 3. Las Vegas 4. Los Angeles 5. Phoenix 6. San Diego 7. Saint Louis Sezonowo: 1. Dallas-Love |
| Starlux Airlines              | 1. Tajpej-Taiwan Taoyuan |
| Sun Country Airlines          | 1. Minneapolis |
| Swiss International Air Lines | 1. Zurych |
| TAP Air Portugal              | 1. Lizbona |
| Turkish Airlines              | 1. Stambuł |
| United Airlines               | 1. Albuquerque 2. Atlanta 3. Auckland 4. Austin 5. Baltimore 6. Pekin 7. Boise 8. Boston 9. Brisbane 10. Burbank 11. Calgary 12. Cancún 13. Chicago-O’Hare 14. Cleveland 15. Columbus 16. Dallas-Fort Worth 17. Denver 18. Detroit 19. Eugene 20. Fort Lauderdale 21. Frankfurt 22. Hongkong 23. Honolulu 24. Houston-Intercontinental 25. Indianapolis 26. Kahului 27. Kailua-Kona 28. Kansas City 29. Las Vegas 30. Līhuʻe 31. Londyn-Heathrow 32. Los Angeles 33. Manila 34. Melbourne 35. Meksyk 36. Miami 37. Minneapolis 38. Monachium 39. Nashville 40. Newark 41. Nowy Orlean 42. Ontario 43. Orange County 44. Orlando 45. Osaka-Kansai 46. / Papeete-Faaa 47. Paryż-Charles de Gaulle 48. Filadelfia 49. Phoenix 50. Pittsburgh 51. Portland (OR) 52. Puerto Vallarta 53. Raleigh-Durham 54. Reno 55. Salt Lake City 56. San Antonio 57. San Diego 58. San José del Cabo 59. Santa Barbara 60. Seattle-Tacoma 61. Seul-Inczon 62. Szanghaj-Pudong 63. Singapur 64. Saint Louis 65. Sydney 66. Tajpej-Taiwan Taoyuan 67. Tampa 68. Tel Awiw (zawieszone) 69. Tokio-Haneda 70. Tokio-Narita 71. Toronto-Pearson 72. Vancouver 73. Waszyngton-Dulles 74. Waszyngton-Ronald Reagan Sezonowo: 1. Amsterdam 2. Anchorage 3. Barcelona 4. Belize City (od 21 grudnia 2024) 5. Bozeman 6. Christchurch 7. Jackson Hole 8. Liberia 9. Medford 10. Montréal-Trudeau 11. Palm Springs 12. Redmond 13. Rzym-Fiumicino 14. Zurych |
| United Express                | 1. Bakersfield 2. Boise 3. Bozeman 4. Burbank 5. Eugene 6. Eureka 7. Fresno 8. Medford 9. Monterey 10. Monterrey (od 27 października 2024) 11. North Bend 12. Ontario 13. Orange County 14. Palm Springs 15. Phoenix 16. Portland (OR) 17. Redding 18. Redmond 19. Reno 20. Sacramento 21. Salt Lake City 22. San Luis Obispo 23. Santa Barbara 24. Spokane 25. Tri-Cities (WA) 26. Tucson Sezonowo: 1. Aspen 2. Bishop 3. Calgary 4. Eagle 5. Glacier Park 6. Hayden 7. Jackson Hole 8. Missoula 9. Montrose 10. Omaha 11. Sun Valley 12. Vancouver |
| Vietnam Airlines              | 1. Ho Chi Minh |
| Virgin Atlantic               | 1. Londyn-Heathrow |
| WestJet                       | 1. Calgary Sezonowo: 1. Edmonton 2. Vancouver |
| Zipair Tokyo                  | 1. Tokio-Narita |